# S'Albaida
S'Albaida era un conjunt de música menorquí que va crear-se el 1998. Se centrava tant en la recuperació d'antigues melodies i romanços de la tradició, bàsicament menorquina, com en la recreació d'aquestes i la fixació d'una música essencialment nova.
És considerat com el successor dels grups Uc (1973) i Traginada (1976-1980), dels quals continua la tradició. Un dels trets que caracteritzen el grup és l'afany en la recerca d'un so propi, amb la voluntat de fer una música d'ara, en continuïtat amb la tradició popular conservada en cançoners, llibres de poesia i material divers i també la creació poètica més contemporani.
El 2006, el cantant Miquel Mariano va deixar el grup pel començar una carrera en solitari, i el grup va continuar en una nova formació. El 2008 van ser finalistes del IX Concurs Internacional de Folk Cuartu los Valles a Navelgas. L'abril 2010 van participar en el Festival Internacional de Músiques del Món «Ollin Kan» a Mèxic.
El 13 d'agost del 2012 van tocar el seu concert de comiat a les Festes de Menorca. Van regalar la descarregada de les seves cançons de franc al seu públic.

## Discografia[6]
- 1998: Romanços i cançonetes de la Mediterrània
- 2000: Llucalquelba (Hi col·laboren en Toni Pastor, Pep Toni Rubio, Biel Majoral, Pepe Robles i Enric Segura)
- 2002: Mateixos temps (amb la contribució de Cris Juanico)
- 2006: El llenguatge de les pedres (Picap) (col·labora Josep Tero i la Coral Infantil de l'Orfeó Maonès)
- 2008: Es Pas d'en Revull (Autoedició)
- 2008: Xalandria (participen també Eliseo Parra, Marco Mezquida, Maria Camps i Johann Finger)
- 2010: Soldemà (Hi prenen part Mel Seme, Marina Rossell, Xavi Lozano, Joan Mesquida i la coral Moments a Cor)[7]